# Fritz Druckseis

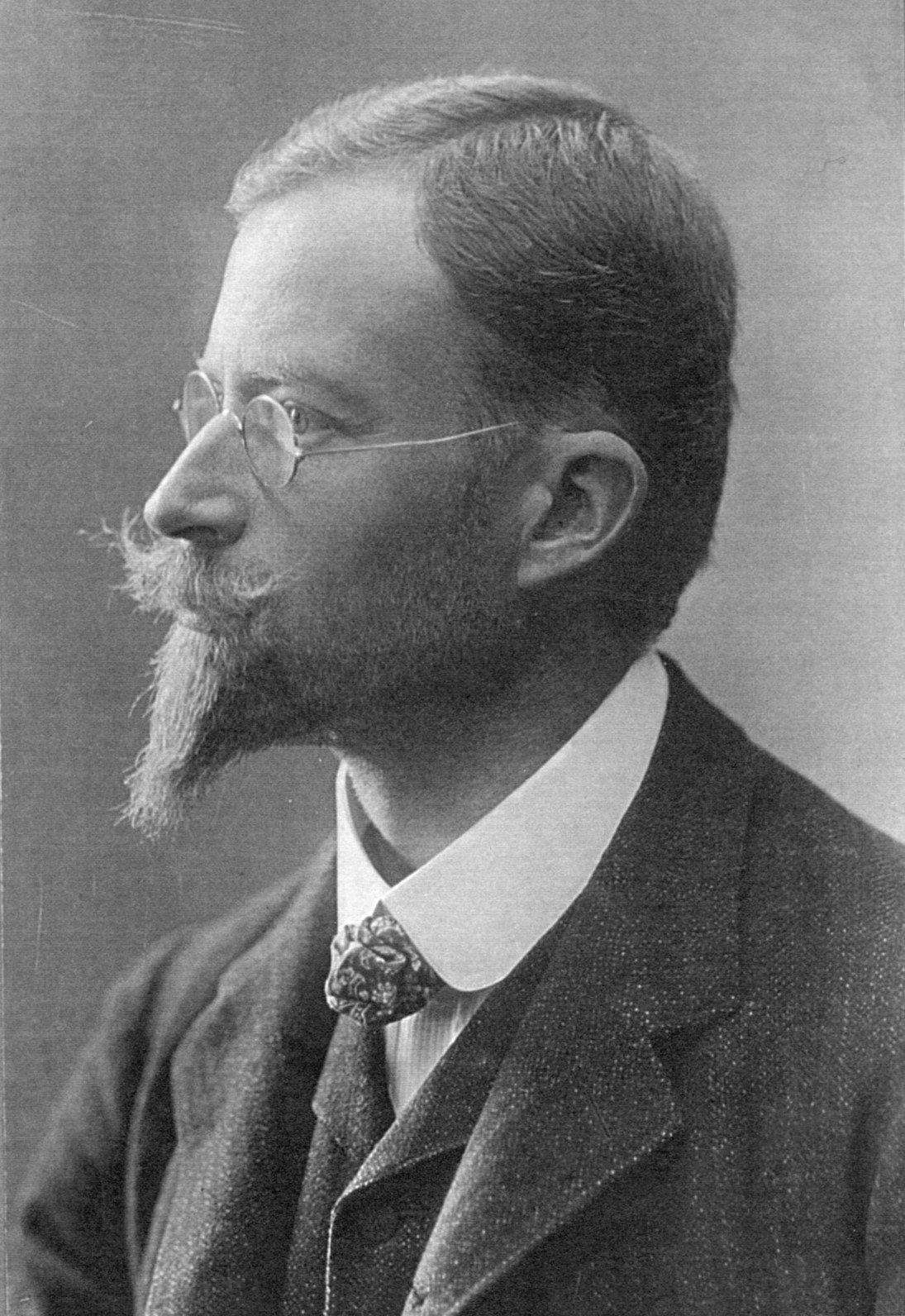
Fritz Druckseis um 1900

Fritz Druckseis (* 30. Januar 1873 in Deggendorf; † 18. Juli 1950 in Langenau) war ein niederbayerischer Heimatdichter.

## Leben
Fritz Druckseis wurde als Sohn des Malermeisters und Vorstands des Gemeindekollegiums Joseph Franz Druckseis und seiner Frau Theresa, geb. Fellermeier in Deggendorf geboren. Er war beruflich als Volksschullehrer tätig, zuletzt als Oberlehrer an der Klenzeschule in München, deren bekanntester Schüler Karl Ludwig Fey alias Karl Valentin war. Im Jahr 1896 heiratete er Anna Weber in Dingolfing. Aus der Ehe gingen zwei Söhne hervor.
Nach dem Erscheinen seiner erfolgreichen niederbayerischen Gedichtbände bei Seyfried in München war Druckseis Mitglied eines losen Münchner Mundart-Dichterbunds, zu dem u. a. Aloys Dreyer, Wilhelm Dusch, Max Hofmann, Sepp Mitterer und Elise Beck zählten.
Der passionierte Jäger war Mitglied der Schützengesellschaft „Pachara“ 1885 Unterbachern e.V., Bergkirchen, unweit Hilgertshausen, wo er nach seiner Pensionierung lebte.  Wie seine Tätigkeit als Schulmann schlug sich auch diese Leidenschaft in zahlreichen Gedichten nieder.
Der Komponist Vinzenz Goller hat vier seiner Werke für ein Liederbuch vertont, zu dem Druckseis auch noch ein einleitendes Gedicht verfasste.
Er verstarb im Alter von 77 Jahren in Langenau, wo er seine letzten Lebenstage bei seinem Sohn, dem Tierarzt Fritz Druckseis, verbrachte. Sein Grab liegt auf dem Ostfriedhof in München.

## Werke
- G'sund und z'fried'n: Gedichte in niederbayrischer Mundart,  München, 1905
- „Wie der Xaverl Masch’kra gegangen ist. Eine Münchener Geschichte“ in Jugendblätter 52, 1906, S. 215–219.
- „Ein unheimliches Abenteuer. Niederbayerische Skizze“ in Jugendblätter 52, 1906, S. 334–336.
- Hast d' mi'?: niederbayrische Gedichte, München 1908
- Bayerische Fibel, bearbeitet von mehreren Schulmännern [darunter auch Fritz Druckseis], München 1910
- Hab' di' scho!: Niederbayerische Gedichte, München, 1912
- Die Frau: Parodie zu Löwe's Ballade „Die Uhr“ für Singstimme und Klavier, Münch'ner Humoristika, 1912
- Salvator-Ausschank 1922 auf dem Nockherberg zu München. Himmlische und irdische Grüße zur Wieder-Eröffnung des Salvator-Ausschankes nach siebenjähriger Pause, Paulanerbrauerei, München 1922. Darin ein Text von Fritz Druckseis
- Als Zaungast am Herrgottsgarten, München, 1931 (Tierschilderungen)